# Roi d'Asie
Le titre de roi d'Asie, ou littéralement seigneur d'Asie (en  grec ancien :  Κύριος της Ασίας / Kýrios tēs Asías), est un titre créé par Alexandre le Grand après sa victoire contre les Perses en 331 av. J.C.

## Historique
À la suite de sa victoire contre Darius III à la bataille de Gaugamèles en 331 av. J.C., Alexandre est couronné seigneur d'Asie lors d'une cérémonie fastueuse célébrée à Arbèles. Après la mort d'Alexandre à Babylone en 323, ce titre revient à ses successeurs légitimes, son demi-frère Philippe III et son fils posthume Alexandre IV. Deux membres de la dynastie antigonide, Antigone le Borgne et son fils Démétrios Ier, qui ambitionnent de restaurer l'empire d'Alexandre en Asie et contrôlent de vastes territoires en Anatolie et en Syrie, s'arrogent ce titre en 306.
À la suite de leur défaite à la bataille d'Ipsos en 301, et face à la montée en puissance des Lagides et des Séleucides qui en résulte, le titre de seigneur d'Asie disparait.

## Liste des seigneurs d'Asie
- Alexandre le Grand (331/323 av. J.-C.)
- Philippe III (323/317 av. J.-C.)
- Alexandre IV (323/310 av. J.-C.)
- Antigone le Borgne (306/301 av. J.-C.)
- Démétrios Ier (306/301 av. J.-C.)